# Гейвард (Вісконсин)
Гейвард (англ. Hayward) — місто (англ. city) в США, в окрузі Соєр штату Вісконсин. Населення — 2533 особи (2020).

## Географія
Гейвард розташований за координатами 46°0′32″ пн. ш. 91°29′0″ зх. д. / 46.00889° пн. ш. 91.48333° зх. д. (46.008885, -91.483436). За даними Бюро перепису населення США в 2010 році місто мало площу 8,70 км², з яких 8,09 км² — суходіл та 0,61 км² — водойми.

## Демографія
Згідно з переписом 2010 року, у місті мешкало 2318 осіб у 1048 домогосподарствах у складі 550 родин. Густота населення становила 266 осіб/км². Було 1227 помешкань (141/км²).
Расовий склад населення:
| - 83,3 % — білих - 11,8 % — корінних американців - 0,9 % — азіатів - 0,4 % — чорних або афроамериканців |

До двох чи більше рас належало 3,2 %. Частка іспаномовних становила 2,5 % від усіх жителів.
За віковим діапазоном населення розподілялося таким чином: 23,7 % — особи молодші 18 років, 55,5 % — особи у віці 18—64 років, 20,8 % — особи у віці 65 років та старші. Медіана віку мешканця становила 39,8 року. На 100 осіб жіночої статі у місті припадало 90,5 чоловіків; на 100 жінок у віці від 18 років та старших — 90,2 чоловіків також старших 18 років.
Середній дохід на одне домашнє господарство становив 42 855 доларів США (медіана — 30 074), а середній дохід на одну сім'ю — 53 890 доларів (медіана — 40 761). Медіана доходів становила 41 103 долари для чоловіків та 27 404 долари для жінок. За межею бідності перебувало 22,8 % осіб, у тому числі 44,6 % дітей у віці до 18 років та 5,5 % осіб у віці 65 років та старших.
Цивільне працевлаштоване населення становило 957 осіб. Основні галузі зайнятості: освіта, охорона здоров'я та соціальна допомога — 22,5 %, роздрібна торгівля — 18,6 %, мистецтво, розваги та відпочинок — 17,9 %.

## Уродженці
- Шон Даффі (* 1971) — американський політик-республіканець.